# Occhi a cuore
Occhi a cuore è un singolo del cantautore italiano Jovanotti, pubblicato il 16 maggio 2025 come quarto estratto dalla riedizione del sedicesimo album in studio Il corpo umano vol. 1.

## Video musicale
Il video musicale, diretto da YouNuts!, è stato pubblicato in concomitanza del lancio del singolo attraverso il canale YouTube del cantautore.

## Tracce
Testi di Lorenzo Cherubini, musiche di Lorenzo Cherubini, Dario Faini e Vanni Casagrande.
1. Occhi a cuore – 3:28